# 圣女小德肋撒天主堂
圣女小德肋撒天主堂亦名长安镇天主堂，位于浙江省嘉兴海宁市，东临崇长港，建于民国十八年（1929），属杭州教区，奉圣女小德肋撒为主保，为中国第一座完全由信徒自筹资金建造的教堂，也是第一座奉圣女小德肋撒为主保并以之命名的教堂。教堂由圣堂、神父楼和附属用房组成，圣堂为哥特式建筑，共七间，入口正中设高四层约17米的钟楼。